# Vluchtige organische stof
Vluchtige organische stoffen (VOS) zijn een groep van koolwaterstoffen die, zoals de naam al suggereert, makkelijk verdampen. Denk hierbij onder andere aan componenten van brandstoffen en oplosmiddelen. Deze stoffen zijn gerelateerd aan een aantal verschillende milieuproblemen, waaronder klimaatverandering, (zomer)smog en verzuring. Verder is van sommige van deze stoffen bekend dat zij schadelijke effecten op de menselijke gezondheid kunnen hebben.
In veel publicaties wordt de term vluchtige organische stoffen afgekort als VOS of VOC (Engels: volatile organic compounds).

## Definities
Er bestaan meerdere definities voor vluchtige organische stoffen:
- Vluchtige organische stoffen zijn die stoffen die een dampdruk hebben die groter is dan 0,01 kPa bij 20°C. Propyleenglycol is hierbij het uitgangspunt, met een dampdruk van 0,013 kPa bij 20°C.
- Vluchtige organische stoffen zijn die stoffen die bij een GC-analyse een retentietijd hebben die kleiner is dan die van tetradecaan (C14H30).
- In het Gothenburg-protocol wordt als definitie gegeven: vluchtige organische stoffen zijn alle organische verbindingen van antropogene oorsprong die in staat zijn om fotochemische oxidatoren te produceren door de reactie met stikstofoxiden in de aanwezigheid van zonlicht.

In de verfindustrie, waar veel met deze stoffen gewerkt wordt, bestaat er enige onduidelijkheid omtrent bovenstaande definities.

## Schadelijkheid
Vluchtige organische stoffen worden in de atmosfeer afgebroken onder invloed van uv-straling en onder andere OH-radicalen. Deze omzettingen leiden onder bepaalde omstandigheden tot het vormen van ozon dat een schadelijk effect heeft op de gezondheid (maar ook bijvoorbeeld op plantengroei) en hoger in de atmosfeer een effect heeft op de aardopwarming. Sedert 2007 is in de Europese Unie de hoeveelheid vluchtige organische stoffen in verf aan banden gelegd. De uitstoot van vluchtige organische stoffen door motorvoertuigen is al langer gereguleerd. Ook zijn er in de Europese Unie afspraken gemaakt over de emissie van deze stoffen uit de chemische industrie en uit tankstations.

## Internationale afspraken
Omdat de emissie van vluchtige organische stoffen door menselijk handelen leidt tot milieuproblemen als klimaatverandering, (zomer)smog en verzuring worden er door landen afspraken gemaakt om de uitstoot te verminderen. De meeste Europese landen, de Verenigde Staten en Canada hebben in 1991 in Genève het protocol inzake de vermindering van VOS-emissies getekend. Dit protocol valt onder het Verdrag grensoverschrijdende luchtverontreiniging over lange afstand (CLRTAP). De landen spraken hierbij af om in 1999 de uitstoot van vluchtige organische stoffen met minstens 30% terug te brengen, ten opzichte van 1988. De UNECE, de regionale commissie voor Europa van de VN, ziet toe op de uitvoering van dit protocol.
In 1999 zijn deze afspraken aangescherpt tijdens een conferentie in Göteborg. Het daar afgesloten Gothenburg-protocol legt elk aangesloten land een specifiek nationaal emissieplafond op voor vier luchtverontreinigende stoffen, waaronder vluchtige organische stoffen. De Europese Unie heeft dit protocol overgenomen in de NEC-richtlijn, waardoor deze emissieplafonds voor alle lidstaten van de EU bindend zijn, ongeacht of ze partij zijn bij het Gothenburg-protocol.
De uitstoot van methaan, een gas dat ook onder de definitie van vluchtige organische stoffen valt, is in dit verband niet geregeld, omdat methaan ook een belangrijk broeikasgas is. Hiervoor hebben landen afspraken gemaakt in het kader van het Kyoto-protocol.